# Ernemann

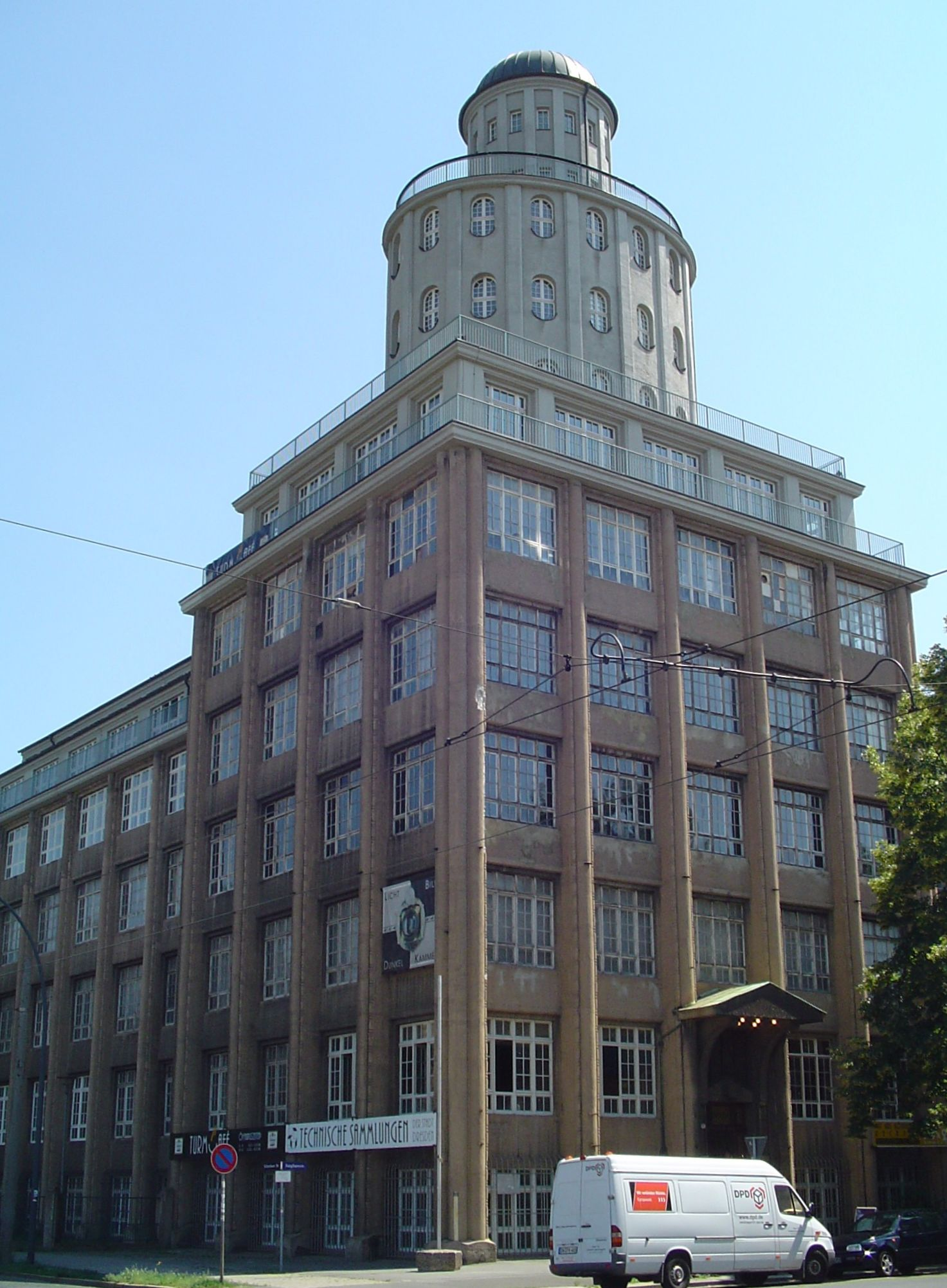
L'edificio della Ernemann-Werke con logo VEB Pentacon

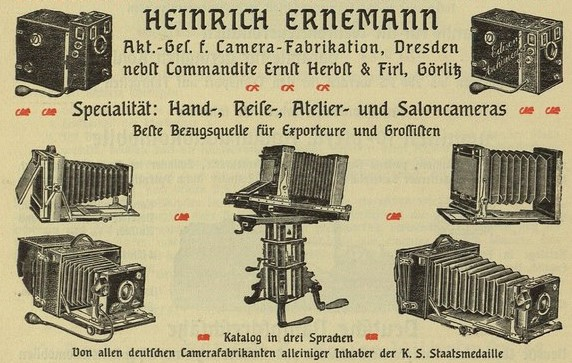
Esposizione di Parigi del 1900

La Ernemann-Werke AG fu un'azienda rinomata per la produzione di apparati fotografici e  cineprese, così come proiettori cinematografici con sede a Dresda.

## Storia

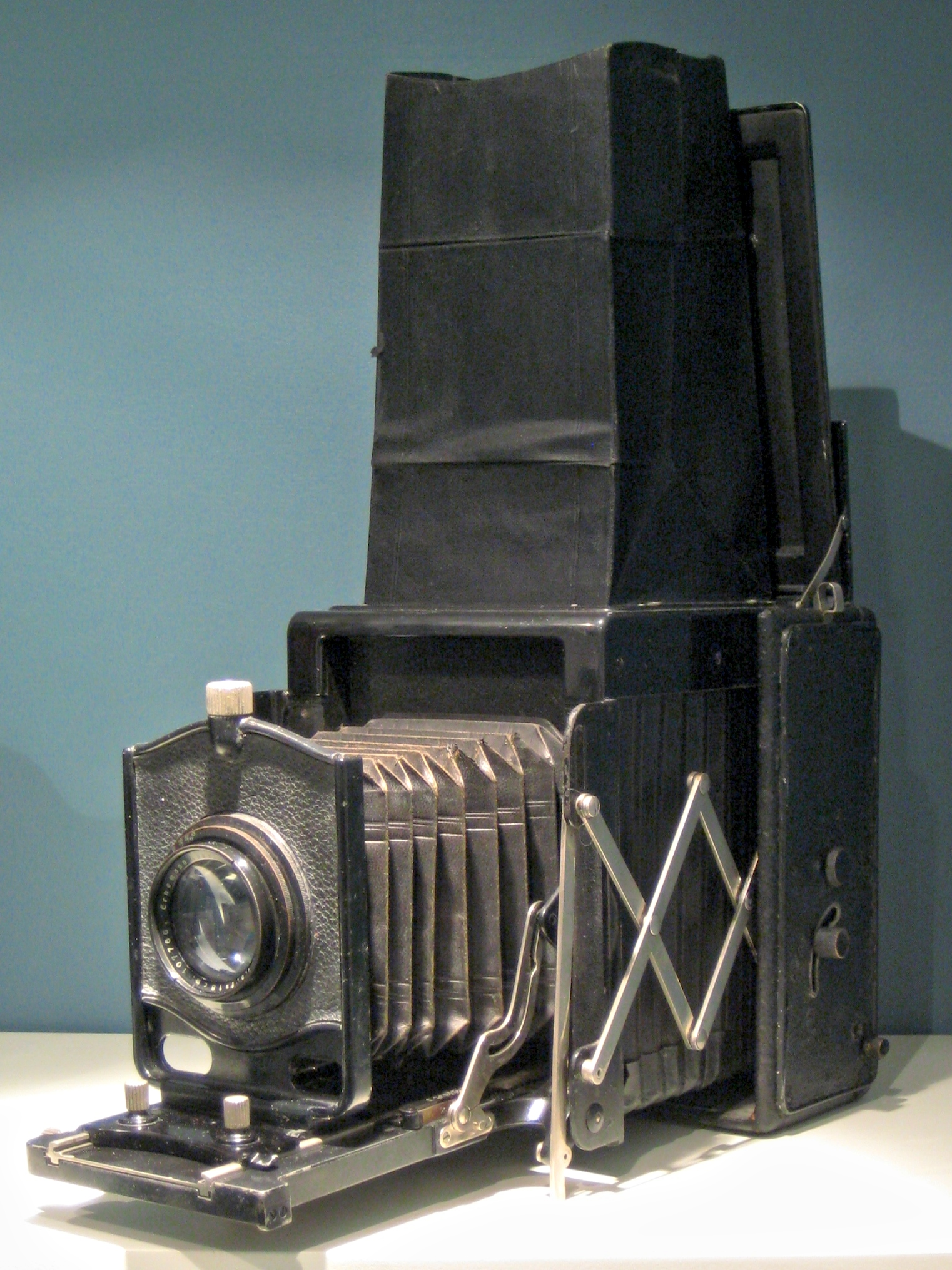
Ernoflex, 1923–27, al Deutsches Technikmuseum Berlin

### Fondazione
Dal 1876 residente a Dresda, ma originario di Eichsfeld, il venditore Heinrich Ernemann si impiegò nel 1889 presso la Kameratischlerei di Wilhelm Franz Matthias in Pirnaer Straße. Il nome della società divenne „Dresdner photographische Apparate-Fabrik Ernemann & Matthias“. Dopo che nel 1891 il socio lasciò la società, Ernemann continuò l'attività nel 1892 presso la  Güterbahnhofstraße 10.

### Macchine fotografiche

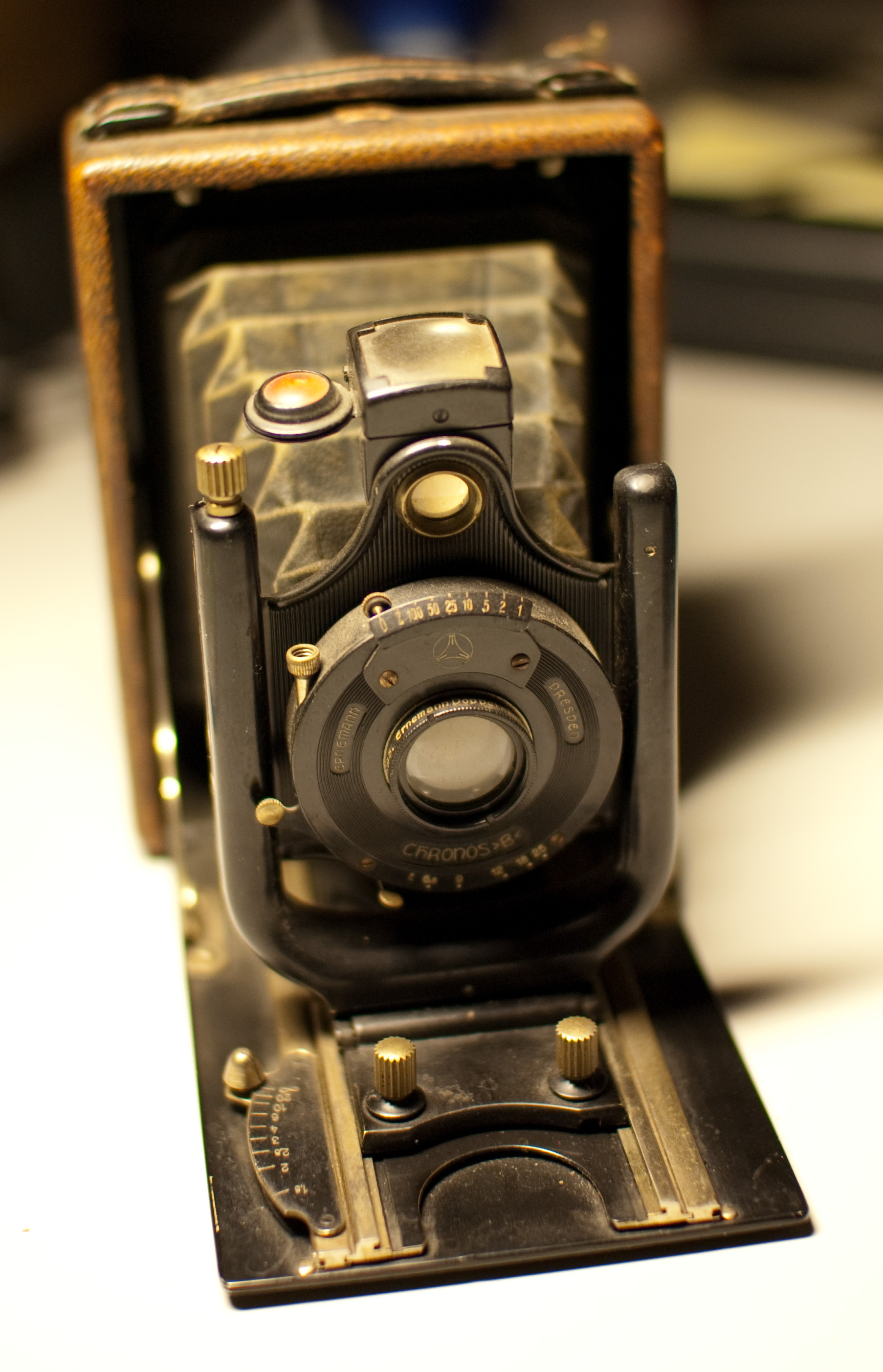
Ernemann Chronos B

Negli anni si sviluppò l'attività di produzione di macchine fotografiche, anche con diversi brevetti. Nel 1898 l'azienda si spostò nella Ernemann-Werke, in Schandauer Straße. Nel 1899 nasce la „Heinrich Ernemann, Aktiengesellschaft für Camerafabrikation in Dresden“. Viene acqusita nello stesso anno la „Ernst Herbst & Firl, Fabrik photographischer Apparate“ di Görlitz. Nel 1903 nasce il logo aziendale (Dea della luce) sempre presente su ogni prodotto fino alla fine della società.

### Proiettori cinematografici

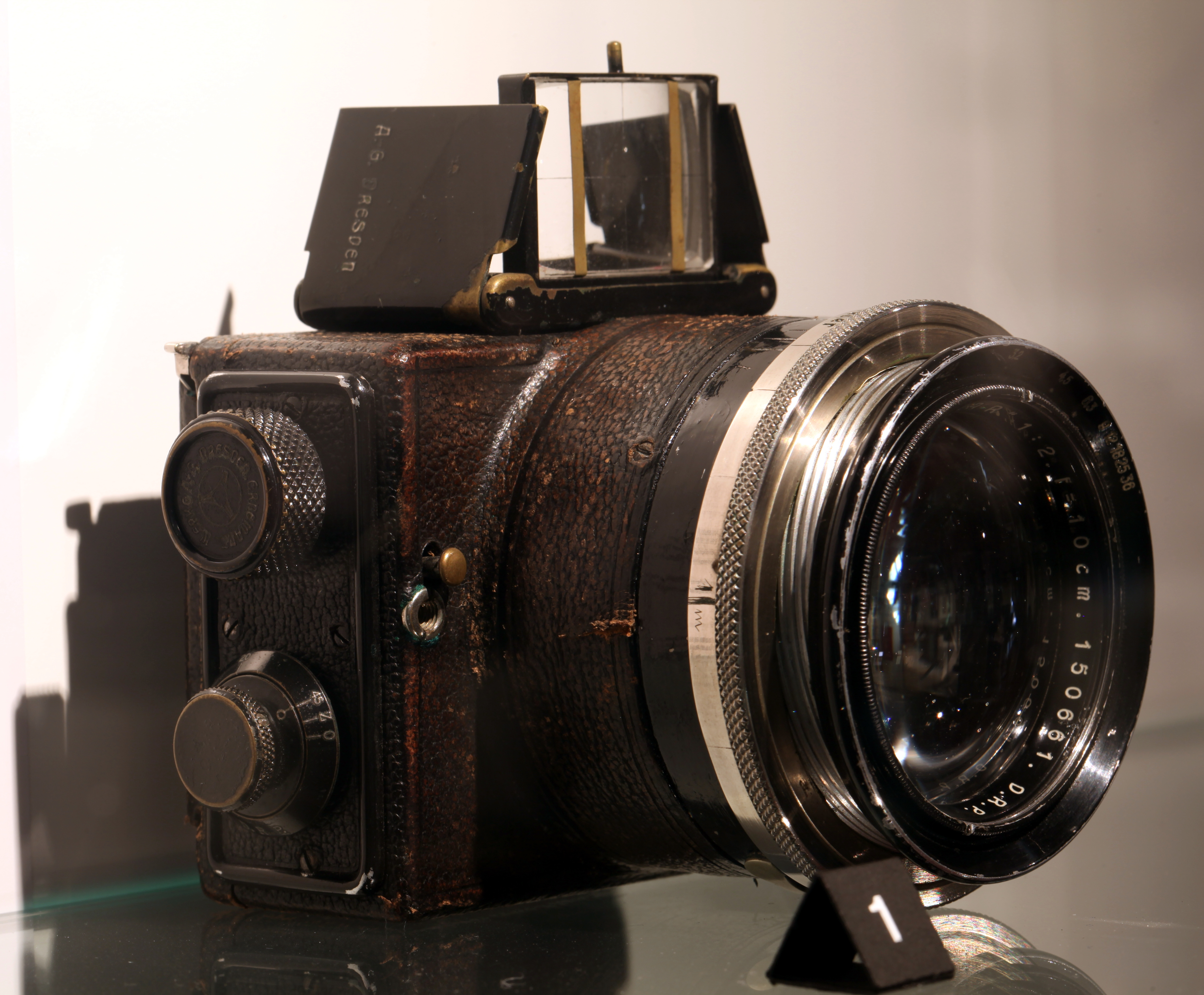
Ermanox con Ernostar 1:2

Con l'ingresso del figlio Alexander Ernemann nell'azienda iniziò la produzioni di proiettori per cinema. Nel 1908 viene costruito il primo obiettivo Ernemann AG (Ernar, Ernoplast), utilizzato anche dalla Optischen Anstalt C. P. Goerz AG di Berlino e dalla Carl Zeiss di Jena. Nell'anno seguente verrà costruito il proiettore da 35 mm „Imperator“. Nel 1917 la societàdiviene „Ernemann-Werke AG in Dresden“. Nel 1920 nasce la collaborazione con la Friedrich Krupp AG; nascecosì la „Krupp-Ernemann Kinoapparate AG“. Nasce anche il nuovo logo simile aquello Krupp.
Nel 1919 viene creata la fabbrica Ernemann-Plattenfabrik a Bannewitz che fino al 1928 produsse lastre fotografiche.
Nel secondo dopoguerra la Zeiss Ikon AG utilizzerà il marchio Ernemann per la „Ernemann VIIB“ (Ernemann VIII, VIIIb, IX, X, 12). Dal 1999 nasce la „Ernemann CineTec GmbH“, con sede a Kiel, per la produzionedi cineproiettori („Ernemann 14“, „Ernemann 18“).

### Ermanox
Uno dei prodotti più noti fu la macchina fotografica del 1924 Ermanox, che divenne nota per l'uso che ne fece il giornalista Erich Salomon. Per la Ermanox venne sviluppato da Ludwig Bertele nel 1923 l'obiettivo Ernostar. Con una luminosità di 1:2 fu il più luminoso all'epoca costruito.

### Fusione con Zeiss Ikon
Nel 1926 nasce la fusione di „Ernemann-Werke“ con Optische Anstalt C. P. Goerz, con ICA e Contessa-Nettel in Zeiss Ikon. Dopo 37 anni di storia finisce l'era Ernemann.

### Proiettori (parziale)

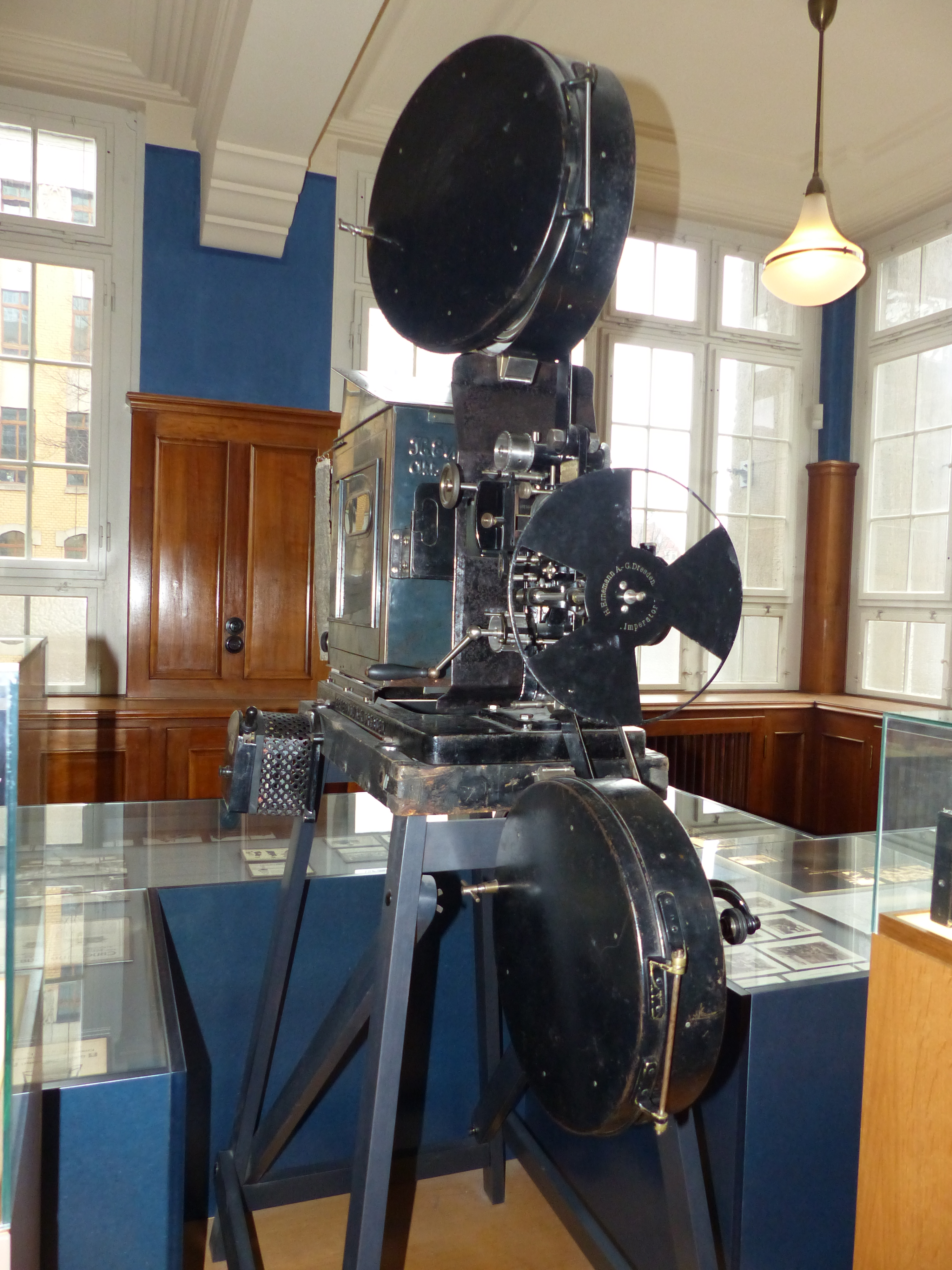
Imperator, 1910, Technische Sammlungen Dresden
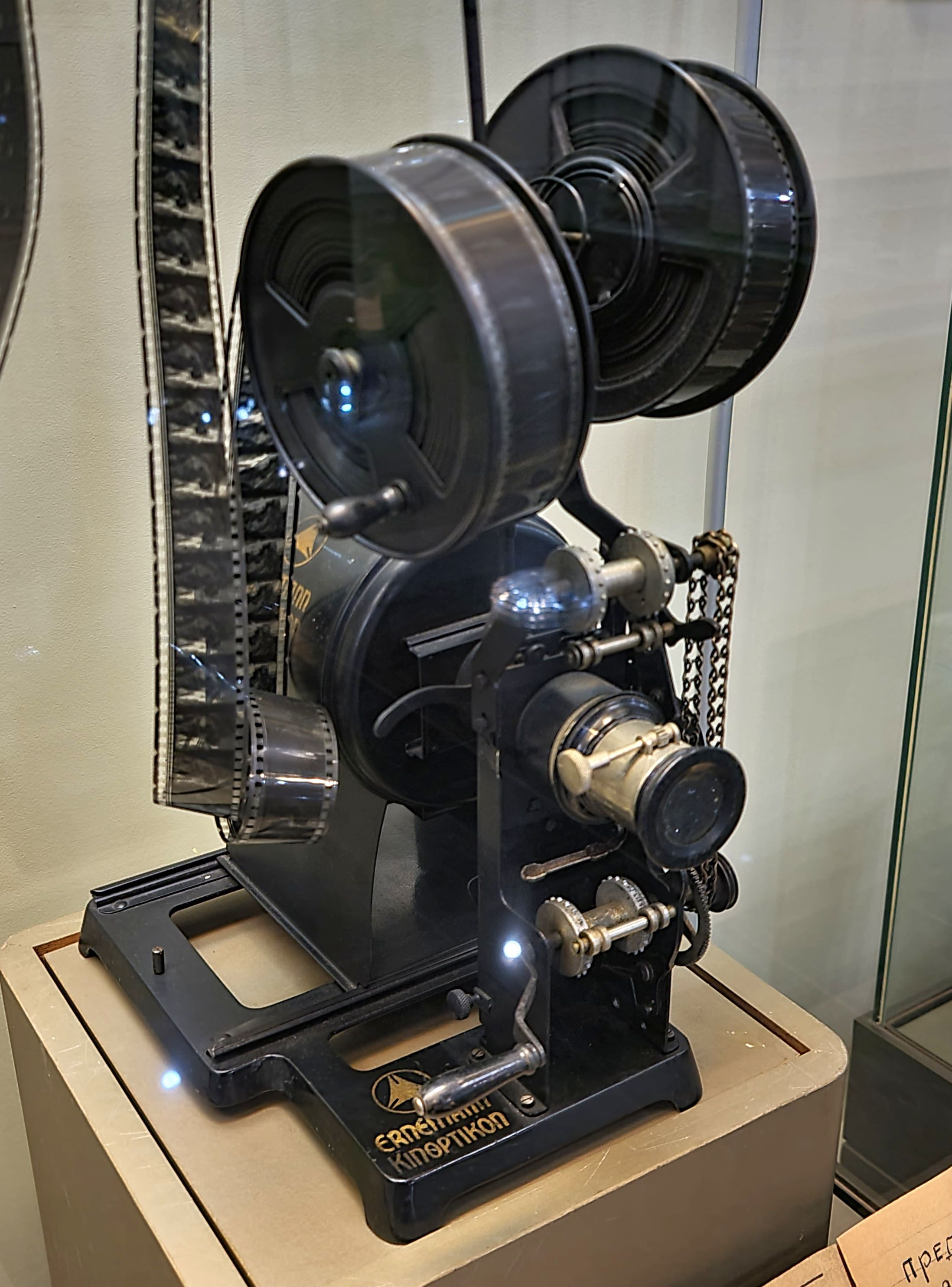
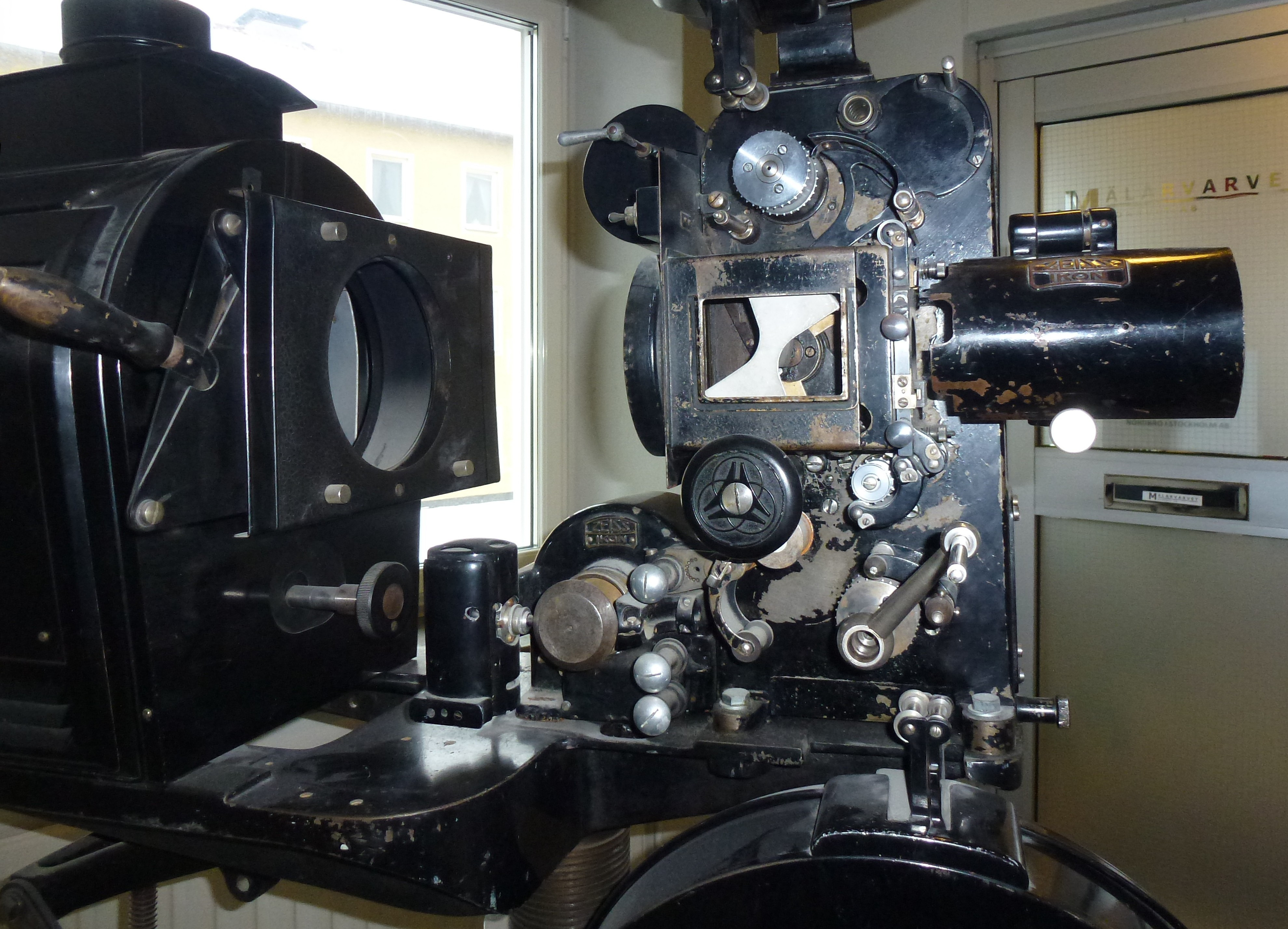
Proiettore Ernemann IV, Stoccolma
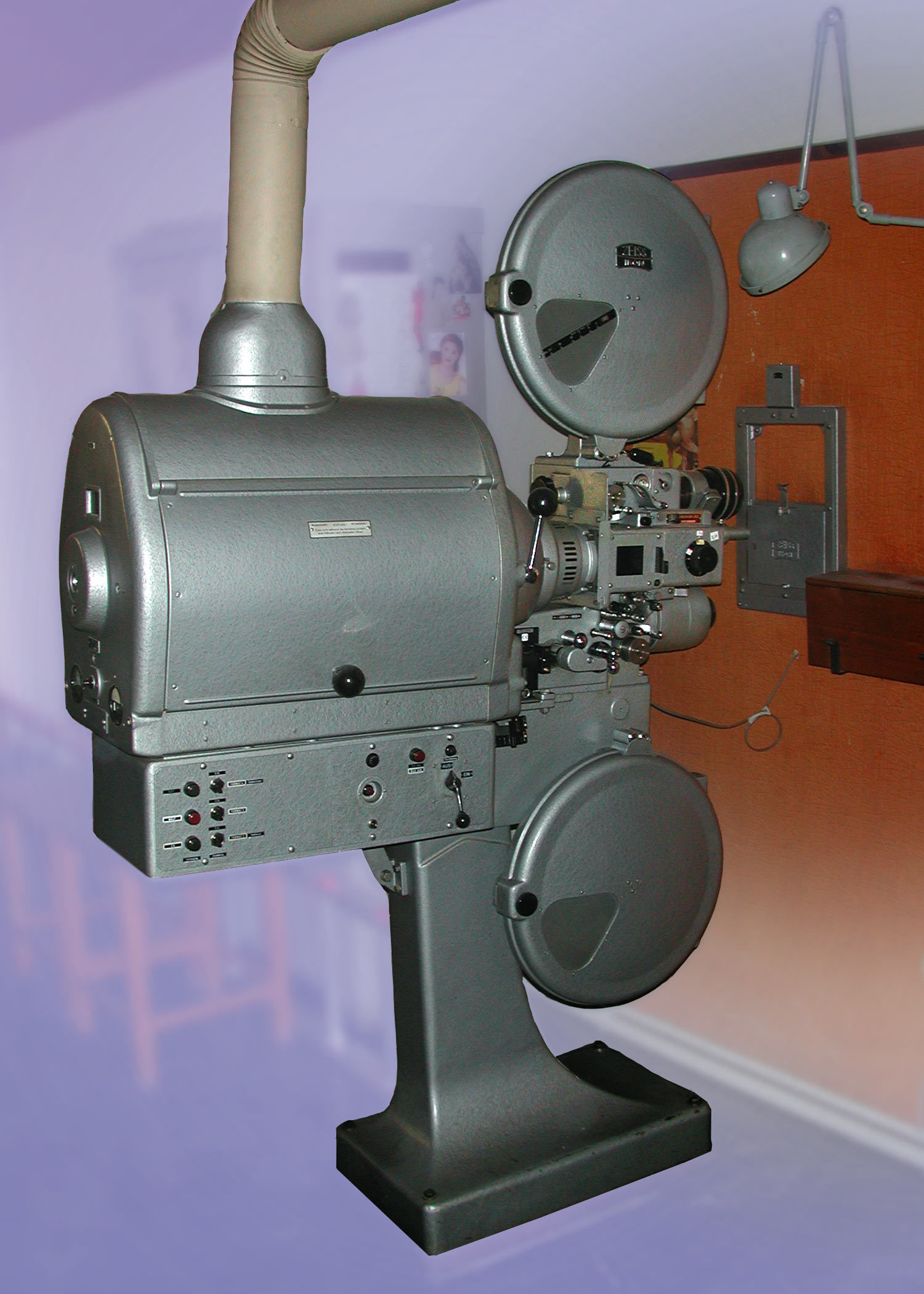
Ernemann VIIIb presso il Kinomuseum Klagenfurt
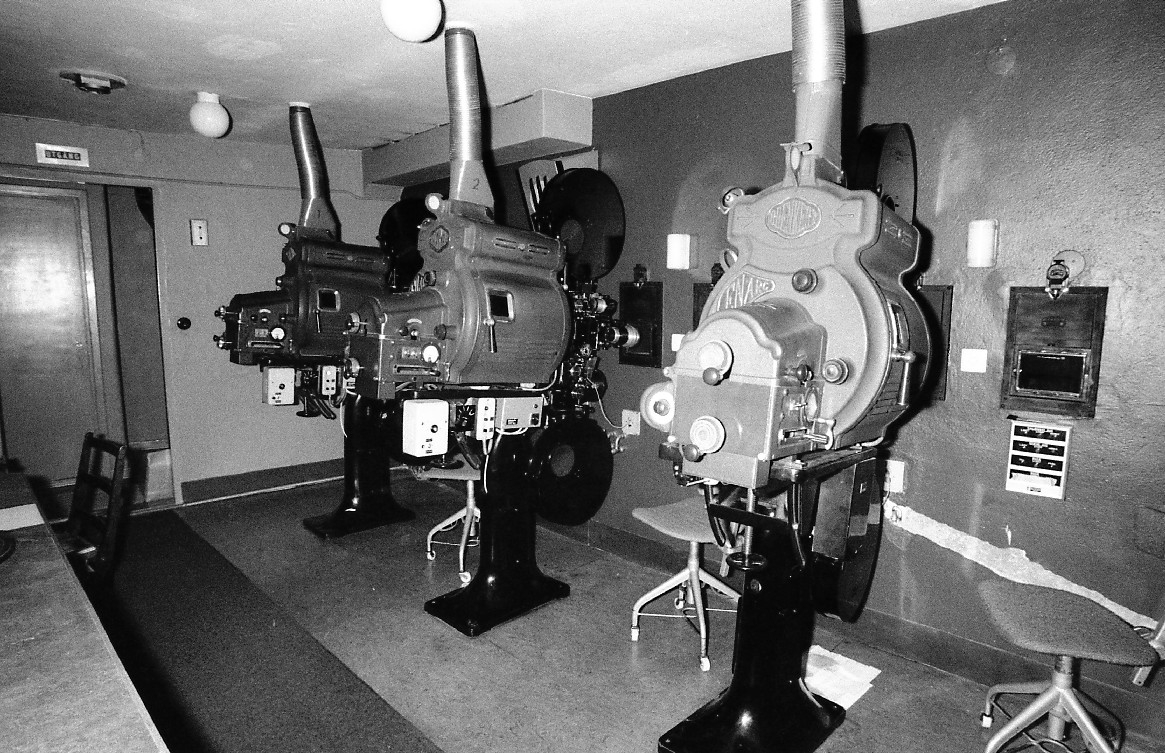
Tre Ernemann VII b a Stoccolma.